# 제1차 나카소네 내각
제1차 나카소네 내각(일본어: 第1次中曽根内閣)은  나카소네 야스히로가 제71대 내각총리대신으로 임명되어, 1982년 11월 27일부터 1983년 12월 27일까지 존재한 일본의 내각이다.

## 개요
이 내각은 자유민주당 단독 내각이다. 나카소네는 록히드 사건의 피고인으로서 규탄됐던 다나카 가쿠에이의 지지와 후원으로 정권을 잡은 탓인지, 사회민주연합의 나라자키 야노스케 등은 “나카소네 내각의 위에 ‘밭 전’(田)자를 붙여서 다나카소네 내각(田中曽根内閣)”이라고 비판했다.
1983년 1월, 나카소네는 현직 총리로서는 최초로 대한민국을 공식 방문, 청와대에서 전두환 대통령과 정상회담을 가지면서 총 40억 달러의 경제 협력 지원에 합의했다. 이후 록히드 사건의 재판에 있어서 다나카에게 실형 판결이 내린 그해 12월에 치른 제37회 중의원 의원 총선거에서 자유민주당은 의석 수를 줄이는 결과를 낳았다.
같은 해 1월, 도시 재개발 촉진의 규제완화책인 ‘어번 르네상스 계획’을 세워 도심부(특히 도쿄 23구내)의 용적률을 대폭 완화했다. 이것은 훗날 지가고 등을 초래한 근본적인 요인이 되면서 버블 경기의 토대를 만들어 나가게 됐다.

## 각료
- 내각총리대신 - 나카소네 야스히로
- 법무대신 - 하타노 아키라
- 외무대신 - 아베 신타로
- 대장대신 - 다케시타 노보루
- 문부대신 - 세토야마 미쓰오
- 후생대신 - 하야시 요시로
- 농림수산대신 - 가네코 이와조
- 통상산업대신 - 야마나카 사다노리 / 우노 소스케(1983년 6월 10일 ~ )
- 운수대신 - 하세가와 다카시
- 우정대신 - 히가키 도쿠타로
- 노동대신 - 오노 아키라
- 건설대신 - 우쓰미 히데오
- 자치대신, 국가공안위원회 위원장 - 야마모토 사치오
- 내각관방장관 - 고토다 마사하루
- 총리부 총무장관, 오키나와 개발청 장관 - 니와 효스케
- 행정관리청 장관 - 사이토 구니키치
- 방위청 장관 - 다니카와 가즈오
- 경제기획청 장관 - 시오자키 준
- 과학기술청 장관 - 야스다 다카아키
- 환경청 장관 - 가지키 마타조
- 국토청 장관, 홋카이도 개발청 장관 - 가토 무쓰키
  - 내각법제국 장관 - 쓰노다 레이지로
  - 내각관방부장관(정무) - 후지나미 다카오
  - 내각관방부장관(사무) - 후지모리 쇼이치
  - 총리부 총무부장관(정무) - 후카야 다카시
  - 총리부 총무부장관(사무) - 야마지 스스무

## 정무 차관
1982년 11월 30일에 임명됐다.
- 법무 정무 차관 - 마루야마 마사야 / 나오 료코(1983년 7월 12일 ~ )
- 외무 정무 차관 - 이시카와 요조
- 대장 정무 차관 - 쓰카하라 슌페이·엔도 마사오
- 문부 정무 차관 - 오쓰카 유지
- 후생 정무 차관 - 이나가키 지쓰오
- 농림 수산 정무 차관

나라하시 스스무
스즈키 쇼이치 / 다시로 유키오(1983년 7월 12일 ~ )
- 통상 산업 정무 차관 - 와타나베 히데오·마에다 이사오
- 운수 정무 차관 - 세키야 가쓰쓰구
- 우정 정무 차관 - 도이다 사부로
- 노동 정무 차관 - 아이치 가즈오
- 건설 정무 차관 - 나카무라 기시로
- 자치 정무 차관 - 사노 가키치
- 행정 관리 정무 차관 - 기쿠치 후쿠지로
- 홋카이도 개발 정무 차관 - 이와모토 마사미쓰
- 방위 정무 차관 - 하야시 다이칸
- 경제 기획 정무 차관 - 쓰지 히데오
- 과학 기술 정무 차관 - 이와카미 니로
- 환경 정무 차관 – 후쿠시마 조지
- 오키나와 개발 정무 차관 - 마쓰오 간페이
- 국토 정무 차관 - 다모 다카히사

## 참고 문헌
- 하타 이쿠히코 편 《일본 관료제 종합 사전 : 1868 ~ 2000》(도쿄 대학 출판회, 2001년)